# Nactus eboracensis
Nactus eboracensis — вид геконоподібних ящірок родини геконових (Gekkonidae). Ендемік Австралії.

## Поширення і екологія
Nactus eboracensis мешкають на півночі півострова Кейп-Йорк, на південь до затоки Принцеси Шарлотти в штаті Квінсленд, а також на островах Торресової протоки. Вони живуть в сезонно сухих тропічних лісах і на пасовищах, серед валунів і скель.